# Eupithecia merinata
Eupithecia merinata là một loài bướm đêm trong họ Geometridae.